# Squadra belga di Coppa Davis
La squadra belga di Coppa Davis rappresenta il Belgio nella Coppa Davis, ed è posta sotto l'egida dalla Reale Federazione Belga di Tennis.
La squadra partecipa alla competizione dal 1904, non avendo però mai vinto la manifestazione. Proprio in quella sua prima partecipazione ottenne il miglior risultato della sua storia, qualificandosi al 2º posto in una competizione che però vide la partecipazione di sole tre squadre: la Francia (battuta nell'incontro preliminare 3-2) e la Gran Bretagna, conosciuta allora a livello tennistico con il nome di Isole Britanniche, contro cui perse 5-0. Raggiunge la finale anche in altre due occasioni nel 2015 perdendo contro la Gran Bretagna 1-3 e nel 2017 perdendo contro la Francia 2-3.

## Organico 2024
Vengono di seguito illustrati i convocati per ogni singolo turno della Coppa Davis 2024. A sinistra dei nomi la nazione affrontata e il risultato finale. Fra parentesi accanto ai nomi, il ranking del giocatore nel momento della disputa degli incontri (la "d" indica che il ranking corrisponde alla specialità del doppio).
| Qualificazione | Qualificazione                                                                                        | Qualificazione | Qualificazione |
| Croazia (3-1)  | Zizou Bergs (131) Joris De Loore (192) Gauthier Onclin (254) Sander Gillé (23 d) Joran Vliegen (23 d) |                |                |
| -------------- | --- | -------------- | -------------- |

| Round Robin       | Round Robin  | Round Robin   | Round Robin                                                                                              |
| Paesi Bassi (2-1) | Italia (1-2) | Brasile (1-2) | Zizou Bergs (72) Raphaël Collignon (194) Alexander Blockx (253) Joran Vliegen (32 d) Sander Gillé (32 d) |
| ----------------- | ------------ | ------------- | --- |

## Risultati
= Incontro del Gruppo Mondiale

### 2010-2019
| Anno | Turno                             | Data            | Sede              | Avversario    | Punteggio | Esito     |
| ---- | --------------------------------- | --------------- | ----------------- | ------------- | --------- | --------- |
| 2010 | Gruppo Mondiale, 1º turno         | 5-7 marzo       | Bree (BEL)        | Rep. Ceca     | 1–4       | Sconfitta |
| 2010 | Spareggi Gruppo Mondiale          | 17-19 settembre | Cairns (AUS)      | Australia     | 3–2       | Vittoria  |
| 2011 | Gruppo Mondiale, 1º turno         | 4-6 marzo       | Charleroi (BEL)   | Spagna        | 1–4       | Sconfitta |
| 2011 | Spareggi Gruppo Mondiale          | 16-18 settembre | Anversa (BEL)     | Austria       | 1–4       | Sconfitta |
| 2012 | Gruppo I, 2º turno                | 6-8 aprile      | Glasgow (GBR)     | Gran Bretagna | 4–1       | Vittoria  |
| 2012 | Spareggi Gruppo Mondiale          | 14-16 settembre | Bruxelles (BEL)   | Svezia        | 5–0       | Vittoria  |
| 2013 | Gruppo Mondiale, 1º turno         | 1-3 febbraio    | Charleroi (BEL)   | Serbia        | 2–3       | Sconfitta |
| 2013 | Spareggi Gruppo Mondiale          | 12-15 settembre | Anversa (BEL)     | Israele       | 3–2       | Vittoria  |
| 2014 | Gruppo Mondiale, 1º turno         | 31 gen.-2 feb.  | Astana (KAZ)      | Kazakistan    | 2–3       | Sconfitta |
| 2014 | Spareggi Gruppo Mondiale          | 12-14 settembre | Tallinn (EST)     | Ucraina       | 3–2       | Vittoria  |
| 2015 | Gruppo Mondiale, 1º turno         | 6-8 marzo       | Liegi (BEL)       | Svizzera      | 3–2       | Vittoria  |
| 2015 | Gruppo Mondiale, Quarti           | 17-19 luglio    | Middelkerke (BEL) | Canada        | 5–0       | Vittoria  |
| 2015 | Gruppo Mondiale, Semifinali       | 18-20 settembre | Bruxelles (BEL)   | Argentina     | 3-2       | Vittoria  |
| 2015 | Gruppo Mondiale, Finale           | 27-29 novembre  | Gand (BEL)        | Regno Unito   | 1–3       | Sconfitta |
| 2016 | Gruppo Mondiale, 1º turno         | 4-5 marzo       | Liegi (BEL)       | Croazia       | 2–3       | Sconfitta |
| 2016 | Spareggi Gruppo Mondiale          | 16-18 settembre | Ostenda (BEL)     | Brasile       | 4–0       | Vittoria  |
| 2017 | Gruppo Mondiale, 1º turno         | 3-5 febbraio    | Francoforte (DEU) | Germania      | 4–1       | Vittoria  |
| 2017 | Gruppo Mondiale, Quarti           | 7-9 aprile      | Charleroi (BEL)   | Italia        | 3–2       | Vittoria  |
| 2017 | Gruppo Mondiale, Semifinali       | 15-17 settembre | Bruxelles (BEL)   | Australia     | 3-2       | Vittoria  |
| 2017 | Gruppo Mondiale, Finale           | 27-29 novembre  | Lilla (FRA)       | Francia       | 2–3       | Sconfitta |
| 2018 | Gruppo Mondiale, 1º turno         | 2-4 febbraio    | Liegi (BEL)       | Ungheria      | 3–2       | Vittoria  |
| 2018 | Gruppo Mondiale, Quarti di finale | 6-8 aprile      | Nashville (USA)   | Stati Uniti   | 0–4       | Sconfitta |
| 2019 | Qualificazioni Gruppo Mondiale    | 1-2 febbraio    | Uberlândia (BRA)  | Brasile       | 3–1       | Vittoria  |
| 2019 | Gruppo Mondiale, Round Robin      | 18 novembre     | Madrid (ESP)      | Colombia      | 2–1       | Vittoria  |
| 2019 | Gruppo Mondiale, Round Robin      | 20 novembre     | Madrid (ESP)      | Australia     | 1–2       | Sconfitta |

### 2020-2029
| Anno | Turno                          | Data            | Sede           | Avversario    | Punteggio | Esito     |
| ---- | ------------------------------ | --------------- | -------------- | ------------- | --------- | --------- |
| 2021 | Qualificazioni Gruppo Mondiale | 6-7 marzo       | Debrecen (HUN) | Ungheria      | 2–3       | Sconfitta |
| 2021 | Spareggio Gruppo Mondiale      | 18-19 settembre | Asunción (PRY) | Bolivia       | 3–2       | Vittoria  |
| 2022 | Qualificazioni Gruppo Mondiale | 4-5 marzo       | Espoo (FIN)    | Finlandia     | 3–2       | Vittoria  |
| 2022 | Gruppo Mondiale Round Robin    | 13 settembre    | Amburgo (DEU)  | Australia     | 0–3       | Sconfitta |
| 2022 | Gruppo Mondiale Round Robin    | 16 settembre    | Amburgo (DEU)  | Germania      | 1–2       | Sconfitta |
| 2022 | Gruppo Mondiale Round Robin    | 17 settembre    | Amburgo (DEU)  | Francia       | 1–2       | Sconfitta |
| 2023 | Qualificazioni Gruppo Mondiale | 4-5 febbraio    | Seul (KOR)     | Corea del Sud | 2–3       | Sconfitta |
| 2023 | Spareggio Gruppo Mondiale      | 16-17 settembre | Hasselt (BEL)  | Uzbekistan    | 3–1       | Vittoria  |
| 2024 | Qualificazioni Gruppo Mondiale | 3-4 febbraio    | Varaždin (HRV) | Croazia       | 3–2       | Vittoria  |
| 2024 | Gruppo Mondiale Round Robin    | 10 settembre    | Bologna (ITA)  | Paesi Bassi   | 2–1       | Vittoria  |
| 2024 | Gruppo Mondiale Round Robin    | 13 settembre    | Bologna (ITA)  | Italia        | 1–2       | Sconfitta |
| 2024 | Gruppo Mondiale Round Robin    | 14 settembre    | Bologna (ITA)  | Brasile       | 1–2       | Sconfitta |

## Statistiche giocatori
Di seguito la classifica dei tennisti belgi con almeno una partecipazione in Coppa Davis, ordinati in base al numero di vittorie. In caso di parità si tiene conto del maggior numero di incontri disputati; in caso di ulteriore parità viene dato più valore agli incontri in singolare; come quarto e ultimo criterio viene considerata la data d'esordio. In grassetto quelli tuttora in attività.

Aggiornato alla Coppa Davis 2025 (Belgio-Cile 3-1).
| #  | Tennista                  | Singolare | Doppio | Totale |
| -- | ------------------------- | --------- | ------ | ------ |
| 1  | Jacques Brichant          | 52-27     | 19-22  | 71-49  |
| 2  | Philippe Washer           | 46-18     | 20-18  | 66-36  |
| 3  | André Lacroix             | 21-19     | 14-6   | 35-25  |
| 4  | David Goffin              | 29-6      | 0-4    | 29-10  |
| 5  | Patrick Hombergen         | 15-24     | 11-7   | 26-31  |
| 6  | Steve Darcis              | 23-12     | 1-7    | 24-19  |
| 7  | Olivier Rochus            | 15-15     | 8-13   | 23-28  |
| 8  | Bernard Boileau           | 16-10     | 6-6    | 22-16  |
| 9  | Filip Dewulf              | 12-16     | 4-10   | 16-26  |
| 10 | Éric Drossart             | 8-25      | 7-9    | 15-34  |
| 11 | Bernard Mignot            | 9-9       | 6-2    | 15-11  |
| 12 | Bart Wuyts                | 15-6      | 0-1    | 15-7   |
| 13 | Ruben Bemelmans           | 7-12      | 7-9    | 14-21  |
| 14 | Leopold de Borman         | 0-6       | 14-5   | 14-11  |
| 15 | Jean Washer               | 11-5      | 3-5    | 14-10  |
| 16 | Xavier Malisse            | 12-8      | 0-4    | 12-12  |
| 17 | Jan van Langendonck       | 9-8       | 2-4    | 11-12  |
| 18 | Kristof Vliegen           | 6-6       | 5-5    | 11-11  |
| 19 | Charles Naeyaert          | 9-10      | 0-0    | 9-10   |
| 20 | Sander Gillé              | 0-0       | 9-8    | 9-8    |
| 21 | Joran Vliegen             | 0-0       | 9-7    | 9-7    |
| 22 | Denis Langaskens          | 6-2       | 3-4    | 9-6    |
| 23 | Pierre Geelhand de Merxem | 3-6       | 5-4    | 8-10   |

| #  | Tennista                              | Singolare | Doppio | Totale |
| -- | ------------------------------------- | --------- | ------ | ------ |
| 24 | Zizou Bergs                           | 8-6       | 0-0    | 8-6    |
| 25 | Johan van Herck                       | 7-3       | 0-2    | 7-5    |
| 26 | Christophe Rochus                     | 4-11      | 2-4    | 6-15   |
| 27 | Thierry Stevaux                       | 4-6       | 2-4    | 6-10   |
| 28 | Eduardo Masso                         | 6-4       | 0-4    | 6-8    |
| 29 | Xavier Daufresne                      | 3-4       | 3-3    | 6-7    |
| 30 | Alain Brichant                        | 1-4       | 5-3    | 6-7    |
| 31 | Christophe van Garsse                 | 6-4       | 0-1    | 6-5    |
| 32 | Joris De Loore                        | 3-3       | 2-3    | 5-6    |
| 33 | Dick Norman                           | 3-3       | 2-2    | 5-5    |
| 34 | Gilles Elseneer                       | 4-1       | 1-1    | 5-2    |
| 35 | Jacques Peten                         | 4-8       | 0-1    | 4-9    |
| 36 | Kimmer Coppejans                      | 3-5       | 1-0    | 4-5    |
| 37 | Tom Vanhoudt                          | 0-0       | 4-5    | 4-5    |
| 38 | André Ewbank                          | 2-5       | 1-3    | 3-8    |
| 39 | Jacques van den Eynde                 | 3-6       | 0-1    | 3-7    |
| 40 | Willard Botsford                      | 2-2       | 1-1    | 3-3    |
| 41 | Karel Demuynck                        | 2-3       | 0-2    | 2-5    |
| 42 | Gino Mezzi                            | 1-3       | 1-2    | 2-5    |
| 43 | Libor Pimek                           | 0-0       | 2-5    | 2-5    |
| 44 | William le Maire de Warzée d'Hermalle | 2-2       | 0-2    | 2-4    |
| 45 | Albert Lammens                        | 1-2       | 1-1    | 2-3    |
| 46 | Georges Watson                        | 0-10      | 1-5    | 1-15   |

| #  | Tennista                    | Singolare | Doppio | Totale |
| -- | --------------------------- | --------- | ------ | ------ |
| 47 | Paul de Borman              | 1-8       | 0-3    | 1-11   |
| 48 | Jean-Pierre Froment         | 1-5       | 0-1    | 1-6    |
| 49 | Jacques Grandjean           | 0-3       | 1-1    | 1-4    |
| 50 | Michael Geerts              | 1-1       | 0-0    | 1-1    |
| 51 | Niels Desein                | 0-0       | 1-0    | 1-0    |
| 52 | Claude de Gronckel          | 0-6       | 0-4    | 0-10   |
| 53 | Maurice Iwiens-D'Eeckhoutte | 0-4       | 0-0    | 0-4    |
| 54 | Guy van Zuylen              | 0-3       | 0-0    | 0-3    |
| 55 | Arthur De Greef             | 0-2       | 0-1    | 0-3    |
| 56 | Jean-Claude van der Borght  | 0-2       | 0-1    | 0-3    |
| 57 | André Laloux                | 0-2       | 0-0    | 0-2    |
| 58 | André Jamar                 | 0-2       | 0-0    | 0-2    |
| 59 | Jean-Pierre Richer          | 0-2       | 0-0    | 0-2    |
| 60 | Johan de Preter             | 0-2       | 0-0    | 0-2    |
| 61 | Kris Goossens               | 0-2       | 0-0    | 0-2    |
| 62 | Raphael Collignon           | 0-2       | 0-0    | 0-2    |
| 63 | Alexander Blockx            | 0-2       | 0-0    | 0-2    |
| 64 | William du Vivier           | 0-0       | 0-2    | 0-2    |
| 65 | Julien Cagnina              | 0-1       | 0-0    | 0-1    |
| 66 | Stefan Wauters              | 0-1       | 0-0    | 0-1    |
| 67 | Georges François            | 0-0       | 0-1    | 0-1    |
| 68 | Johan de Muynck             | 0-0       | 0-1    | 0-1    |

## Andamento
La seguente tabella riflette l'andamento della squadra dal 1990 ad oggi.
| Pos.           | 90 | 91 | 92 | 93 | 94 | 95 | 96 | 97 | 98 | 99 | 00 | 01 | 02 | 03 | 04 | 05 | 06 | 07 | 08 | 09 | 10 | 11 | 12 | 13 | 14 | 15 | 16 | 17 | 18 | 19 | 21 | 22 | 23 | 24 |
| -------------- | -- | -- | -- | -- | -- | -- | -- | -- | -- | -- | -- | -- | -- | -- | -- | -- | -- | -- | -- | -- | -- | -- | -- | -- | -- | -- | -- | -- | -- | -- | -- | -- | -- | -- |
| Campione       |    |    |    |    |    |    |    |    |    |    |    |    |    |    |    |    |    |    |    |    |    |    |    |    |    |    |    |    |    |    |    |    |    |    |
| Finalista      |    |    |    |    |    |    |    |    |    |    |    |    |    |    |    |    |    |    |    |    |    |    |    |    |    |    |    |    |    |    |    |    |    |    |
| SF             |    |    |    |    |    |    |    |    |    |    |    |    |    |    |    |    |    |    |    |    |    |    |    |    |    |    |    |    |    |    |    |    |    |    |
| QF             |    |    |    |    |    |    |    |    |    |    |    |    |    |    |    |    |    |    |    |    |    |    |    |    |    |    |    |    |    |    |    |    |    |    |
| OF             |    |    |    |    |    |    |    |    |    |    |    |    |    |    |    |    |    |    |    |    |    |    |    |    |    |    |    |    |    |    |    |    |    |    |
| Qualificazioni | x  | x  | x  | x  | x  | x  | x  | x  | x  | x  | x  | x  | x  | x  | x  | x  | x  | x  | x  | x  | x  | x  | x  | x  | x  | x  | x  | x  | x  |    |    |    |    |    |
| Gruppo I       |    |    |    |    |    |    |    |    |    |    |    |    |    |    |    |    |    |    |    |    |    |    |    |    |    |    |    |    |    |    |    |    |    |    |
| Gruppo II      |    |    |    |    |    |    |    |    |    |    |    |    |    |    |    |    |    |    |    |    |    |    |    |    |    |    |    |    |    |    |    |    |    |    |
| Gruppo III     | x  | x  |    |    |    |    |    |    |    |    |    |    |    |    |    |    |    |    |    |    |    |    |    |    |    |    |    |    |    |    |    |    |    |    |
| Gruppo IV      | x  | x  | x  | x  | x  | x  | x  |    |    |    |    |    |    | x  |    |    |    |    |    |    | x  | x  | x  | x  | x  | x  | x  | x  | x  | x  | x  |    |    |    |

Legenda
- Campione: La squadra ha conquistato la Coppa Davis.
- Finalista: La squadra ha disputato e perso la finale.
- SF: La squadra è stata sconfitta in semifinale.
- QF: La squadra è stata sconfitta nei quarti di finale.
- OF: La squadra è stata sconfitta negli ottavi di finale (1º turno). Dal 2019 sostituito dal Round Robin.
- Qualificazioni: La squadra è stata sconfitta al turno di qualificazione. Istituito nel 2019.
- Gruppo I: La squadra ha partecipato al Gruppo I della propria zona di appartenenza.
- Gruppo II: La squadra ha partecipato al Gruppo II della propria zona di appartenenza.
- Gruppo III: La squadra ha partecipato al Gruppo III della propria zona di appartenenza.
- Gruppo IV: La squadra ha partecipato al Gruppo IV della propria zona di appartenenza.
- x: Ove presente, la x indica che in quel determinato anno, il Gruppo in questione non è esistito nella zona geografica di appartenenza della squadra.